# Seznam glasbenih del Božidarja Kantušerja
Seznam po instrumentaciji (in kronološko v razdelkih) temelji na faksimile kopiji rokopisov Božidarja Kantušerja in na katalogih skladatelja. Vokalna glasba je navedena v istem seznamu.
Model:

Naslov (leto kompozicije)

Zasedba

Trajanje

Založba in leto izdaje

Datum, kraj in izvajalci krstne izvedbe in prvega posnetka.
Kratice: 

FL flavta, OB oboa, CL klarinet, FG fagot. COR rog, TR trobenta, TRB pozavna. TMP timpani, PR tolkala, CEL celesta, P klavir, CMB čembalo, ORG orgle, H harfa. STR godala, VL violina, VLA viola, VC violončelo, CB kontrabas. 

Glas: (SATB) mešani zbor, S sopran, A alt, MS mezzo sopran, T tenor, BAR bariton, B bas, RE pripovedovalec.

## Orkesterske skladbe

### Simfonije
Komorna simfonija (1954)

TMP,CEL/godalni kvartet/STR

21'

EDSS (Edicije Društva slovenskih skladateljev)
Te Deum (1956)

S, A, T, B (SATB)/2222/3220/STR 

20'

Posvečeno umetniku Emilu Wachterju. 
Sire Halewyn, simfonična drama v 14 slikah (1960)

3333/4331/TMP,PR,CEL,H/ STR

50'

EDSS 

Po gledališki igri Sire Halewyn, Michela de Ghelderodea. Krstna izvedba leta 1968 v Metzu - Simfonični orkester iz Metza pod vodstvom Jean-Jacques Wernerja. Posnetek l. 1983 - Simfonični orkester RTV Slovenija pod vodstvom Antona Nanuta. Glej tudi Flamska legenda, v razdelku Baleti. 
Simfonija št 2, za godala (1965) 

24'

EMT (Éditions musicales transatlantiques), 1966

Krstna izvedba l. 1966 v Strasbourgu - Filharmonični orkester iz Strasbourga pod vodstvom Jean-Jacques Wernerja. Posnetek l. 1991 - Simfonični orkester RTV Slovenija pod vodstvom Antona Nanuta.
Koncertna uvertura (1967 - rev. 1992)

2222/3220/TMP,H/STR

9'

EMT

Krstna izvedba l. 1970 v Nici - Orkester Nice-Côte d'Azur pod vodstvom Jean-Jacques Wernerja. Posnetek l. 1977 za RTV Slovenija - Orkester evropske unije glasbenih šol (EMU) pod vodstvom Jean-Jacques Wernerja. 
Simfonija št 3 (1973 - rev. 1976)

2223/4331/TMP,PR,CEL,H/STR

24'

EDSS

Prva izvedba l. 1980 - Simfonični orkester RTV Slovenija pod vodstvom Antona Nanuta (posnetek).
Koeksistenca št 1, za komorni orkester (1977) 

FL,TRB,PR/STR

12'

Naročilo RTV Slovenije. Krstna izvedba l. 1977 v Opatiji - Komorni orkester RTV Slovenija pod vodstvom Uroša Lajovica. Posnetek za RTV Slovenija.
Simfonija št 4 (1981)

3333/4431/TMP,5 PR/STR

20'

EDSS

Prva izvedba l. 1984 - Simfonični orkester RTV Slovenija pod vodstvom Antona Nanuta (posnetek). Krstna izvedba l. 2005, na dvajseto obletnico Slovenskih glasbenih dnevih (Festival Ljubljana) - isti orkester, pod vodstvom En Shao-ja. 
"Eppur si muove" (1985)

Godala

14'

Založil Marc Lombard

Naročilo RTV Slovenije. Krstna izvedba l. 1986 v Ljubljani v Cankarjevem Domu - Simfonični orkester RTV Slovenija pod vodstvom Volkerja Rohdeja (posnetek v živo). Posnetek l. 1987 z istim orkestrom, pod vodstvom Antona Nanuta. 
Naplavine II (1992) 

RE/A/FL,CB,PR/2222/4230/TMP,PR,H,/STR

21'

EDSS

Pesmi: Épaves, Daniel des Brosses. Posnetek l. 1993 - Jurij Souček RE, Sabira Hajdarović MS, in Simfonični orkester RTV Slovenija pod vodstvom Nikolaja Žličarja. Glej Naplavine (1987), v razdelku Komorne skladbe/Razno.

### Koncerti
Glasba za violončelo in orkester (1962)

VC/2221/2110/TMP,PR/STR

16'

EFM (Editions Françaises de Musique), pri Gérard Billaudot Éditeur

Naročilo francoske radiotelevizije (ORTF). Krstna izvzdba l. 1973 - Germaine Teuillères in Orkester Nice-Côte d'Azur pod vodstvom Pola Mulea.
Koncert za flavto, godalni orkester in tolkala (1962 - rev. 1966)

20'

EDSS

Krstna izvedba za francosko televizijo (ORTF) l. 1965 - Roger Bourdin in orkester Collegium Musicum iz Strasbourga pod vodstvom Rogera Delagea (Ina posnetek vsebuje tudi intervju skladatelja s Lucienne Bernadac). Radijski posnetek l. 1968 - Fedja Rupel in Simfonični orkester RTV Slovenija pod vodstvom Sama Hubada. 
Koncert za violončelo in orkester (1966)

VC/2222/4220/TMP,PR/STR

22'

EFM-Billaudot

Prva izvedba in posnetek l. 1977 - Miloš Mlejnik in Simfonični orkester RTV Slovenija pod vodstvom Sama Hubada. Posnetek je kasneje izšel na LP plošči in dobil letno nagrado za najboljši posnetek v Jugoslaviji (na drugi strani plošče je godalni kvartet št 4). 
Koncert za kontrabas in violo in orkester (1994)

VLA,CB/2222/4220/TMP,PR,H/STR

22'

Prva izvedba l. 1996 - Franc Avsenek VLA, Budislav Vidrih CB, in Simfonični orkester RTV Slovenija pod vodstvom Antona Nanuta.

## Baleti in Opera

### Baleti
Zver iz Vaccarèsa (1962)

FL/PR/STR

20'

Scenarij po romanu Josepha d'Arbauda. Glej koncert za flavto. 
Dve sliki (1963)

FL,CL,VC,P,2 PR

9'

EDSS 1977

Premiera l. 1963 v Parizu (American Center): Laura Sheleen - ples in koreografija, Alain Marion FL, Cl. Rosseeuw CL, Alain Menier VC, Bill Moraldo P, Willy Coquillat in Gaston Sylvestre PR, pod vodstvom Keitha Humbla. Posnetek: glej Dve sliki, v razdelku Komorne skladbe/Razno. 
Kresna noč (1964)

6 PR

20'

Televizijska premiera (RTV Slovenija) l. 1979 - koreografija Majna Sevnik. Glej tudi Suita v štirih stavkih za tolkala, v razdelku Komorne skladbe/Razno.
Flamska legenda, v dveh dejanjih (1983) 

3333/4331/TMP,PR,CEL,H/STR

90'

EDSS 

Po gledališki igri Sire Halewyn, Michela de Ghelderodea. 

Premiera l. 1985 v Mariboru na petinšesdeseto obletnico Slovenske Opere v Mariboru. Predstave do l. 1986. Koreografija: Vlasto Dedović. Solist: Vojko Vidmar. Orkester je vodil Boris Švara. Glej tudi Sire Halewyn, simfonična drama (1960) v razdelku Simfonije.

### Opera
Na Božični večer, v enem dejanju (nedokončano) 

A,T,Bar,B,(SATB)/Igralka, RE/2222/4230/TMP,PR,H,CMB,P,Synt/STR

Po kratki zgodbi Antona Čehova (1883).

## Komorne skladbe

### Godalni kvarteti
Godalni kvartet št 1 (1953 - rev. 1983)

16'

Krstna izvedba l. 1955 v Parizu (Institut d'Art) - Zaven Melikian, Jean Verdier, Pierre Lefebvre, Viktor Jakovčić.
Godalni kvartet št 2 (1959) 

17' 

Prva izvedba in posnetek l. 1982 v Ljubljani - Slovenski godalni kvartet (Božo Mihelčič, Karel Žužek, Franc Avsenek, Stanislav Demšar). 
Godalni kvartet št 3 (1961) 

16' 

Prva izvedba l. 1965 za France Culture (kulturni program francoskega radia) - godalni kvartet ORTF (Jean Dumont, Jacques Dejean, Marc Carles, Robert Salles). Posnetek l. 1975 - Slovenski godalni kvartet (Slavko Zimšek, Karel Žužek, Franc Avsenek, Stanislav Demšar). 
Godalni kvartet št 4 (1980) 

20' 

Prva izvedba l. 1980 za RTV Slovenija - Zagrebški godalni kvartet (Đorđe Trkulja, Marija Cobenzl, Ante Živković, Josip Stojanović). Posnetek je izšel na LP plošči (na drugi strani plošče je koncert za violončelo).
Godalni kvartet št 5 (1983) 

18' 

Naročilo Slovenskega godalnega kvarteta. Prva izvedba in posnetek l. 1984 - Slovenski godalni kvartet (Božo Mihelčič, Karel Žužek, Franc Avsenek, Stanislav Demšar) 
Godalni kvartet št 6 (1984) 

20'30 

Naročilo Zagrebškega godalnega kvarteta. Prva izvedba in posnetek l. 1984 v Ljubljani - Slovenski godalni kvartet (Božo Mihelčič, Karel Žužek, Franc Avsenek, Stanislav Demšar). 
Godalni kvartet št 7 (1987-88) 

20' 

Posvečeno Leonu Engelmanu. Krstna izvedba l. 1989 - Slovenski godalni kvartet (Monika Skalar, Karel Žužek, Franc Avsenek, Stanislav Demšar), za Slovenske glasbene dneve (Festival Ljubljana). 
Vseh sedem kvartetov je založil Marc Lombard.

### Razno
Dve Sliki (1963)

FL,CL,VC,P,2 PR

9'

EDSS 1977

Krstna izvedba l. 1963 v Parizu (American Center): Laura Sheleen - ples in koreografija, Alain Marion FL, Cl. Rosseeuw CL, Alain Menier VC, Bill Moraldo P, Willy Coquillat in Gaston Sylvestre PR, pod vodstvom Keitha Humbla. Posnetek l. 1979 za RTV Slovenija - Ansambel Slavko Osterc pod vodstvom Iva Petrića.
Sonata da Camera (1963)

FL, VL, VC et P

10'

Naročilo: Quatuor Instrumental de Paris. Krstna izvedba l. 1964 v Parizu (Salle Gaveau) - Quatuor Instrumental de Paris: Janine Volant-Panel VL, Maryse Gauci FL, Mireille Reculard VC, Elsa Menat P.
Suita v štirih stavkih za tolkala (1964 - rev. 1979)

6 PR

20'

Naročilo: Groupe instrumental à percussion iz Strasbourga. Krstna izvedba l. 1978 v Radencih na Festivalu komorne glasbe dvajsetega stoletja - Ljubljanski tolkalni ansambel (Boris Šurbek, Jože Mihelčič, Anton Gradišek, Darko Gorenc, Franc Krušič, Miha Juvan). Revidirano l. 1979: Štirje stavki za tolkala, za 4 PR (18'). Glej Kresna noč v razdelku Baleti.
Hommage à Igor Stravinski, preludij za 7 instrumentov (1982)  

CL,FG/TR,TRB/PR/VL,CB,

7'

Krstna izvedba l. 1982 v Parizu - Camerata Tübingen pod vodstvom Alexandra Šumskega. Posnetek l. 1986 za RTV Slovenija - ansambel pod vodstvom Kristijana Ukmarja.
Naplavine I (1987)

RE,A(MS)/FL,CB,PR,magnetofonski trak

21'

Pesmi: Épaves, Daniel des Brosses (prevod Oblak/Pevel). Krstna izvedba l. 1987 v Slovenski filharmoniji za Slovenske glasbene dneve (Festival Ljubljana) - I. Zavrh RE, Sabira Hajdarović MS, Janez Petelin FL, Borut Kantušer CB, Boris Šurbek PR, Bor Turel magnetofon, pod vodstvom Kristijana Ukmarja. Posnetek l. 1987 za RTV Slovenija - Milan Marinič RE, Sabira Hajdarović MS, Janez Petrač FL, Borut Kantušer CB, Boris Šurbek PR, Bor Turel magnetofon, pod vodstvom Kristijana Ukmarja. Glej tudi Naplavine II (1992) v razdelku Simfonije.
Consolamentum (1988)

MS/CL,PR,P,CB

17'

Poezija: Claude Boutet
Koeksistenca št 2 (1989)

MS/CL,PR,P,CB

18'

Krstna izvedba l. 1990 v Slovenski filharmoniji - Sabira Hajdarović MS, Alojz Zupan CL, Boris Šurbek PR, Aci Bertoncelj P, Budislav Vidrih CB. Glej Consolamentum (1988).
Quintetto d'Archi (1989)

2VL,VLA,VC,CB

7'

Krstna izvedba l. 1996 v Fresnesu s člani Orkestra Léon Barzin, v okviru koncerta posvečenega petinsedemdesetemu rojstenemu dnevu komponista. 
Incantation (1992)

OB,CL,VL,VLA,CB

10'

Krstna izvedba l. 1994 v Slovenski filharmoniji - Prokofjev Kvintet (Matej Šarc OB, Jurij Jenko CL, Tomaž Lorenz VL, Svava Bernharðsdóttir VLA, Zoran Marković CB). Posnetek l. 1995 za CD-ROM Kvinteta.
Sarajevo, Grabdenkmal Europas (1993)

Instrumentalni ansambel in CB solo

7'

Krstna izvedba l. 1995 na Dunaju - Orkester Jean-Louis Petit.

### Trio
Trio za flavto, violo in klavir (1961)

13'

Krstna izvedba l. 1962 v Parizu (Salle Cortot) - Maxence Larrieu FL, Anne Queille VLA, Françoise Bonnet P.
Largo - za klarinet, fagot in klavir (1969)

4'30

Naročilo Tria Pro Musica Rara. Krstna izvedba l. 1970 v Trstu (Circolo della Cultura et delle Arti) - Trio Pro Musica Rara (Franc Tržan CL, Srečko Korošak FG, Leon Engelman P).
Trio za violino, violončelo in klavir (1976 - rev. 1983)

13'30

Založil Marc Lombard

Naročilo Tria Lorenz. Posnetek za RTV Slovenija l. 1977 - Trio Lorenz. Krstna izvedba l. 1983 v Radencih na Festivalu komorne glasbe dvajsetega stoletja - ista zasedba, posnetek v živo.
Glasba za klarinet, violončelo in klavir (1977)

10'

Naročilo Tria Pro Musica Rara. Krstna izvedba l. 1978 - Trio Pro Musica Rara (Franc Tržan CL, Edvard Adamič VC, Leon Engelman P) v Parizu (Cité internationale des arts). Posnetek za RTV Slovenija l. 1981 - ista zasedba.
Pristopi - za klarinet, violo in klavir (1979)

10'

Krstna izvedba l. 1985 v Nantesu (Il Convito Musicale di Roma) - Lee Yih-Nigh CL, Pierre-Henri Xuereb VLA, Lucia Morabito P.
4 Skice - za flavto, violo in klavir (1982)

13'

Založil Marc Lombard

Krstna izvedba l. 1982 v Kamniku - Maja Robinšak FL, Franc Avsenek VLA, Leon Engelman P. Posnetek l. 1982 za RTV Slovenija - ista zasedba.
Pristopi II - za klarinet, kontrabas in klavir (1987)

11'

Krstna izvedba l. 1989 v Ljubljani (Križanke) - Jurij Jenko CL, Borut Kantušer CB, Bojan Gorišek P. Posnetek l. 1989 za RTV Slovenija - ista zasedba.
Interludij za violino, violončelo in harfo-ad lib (1988) 

4'
Trio za violino, klavir in kontrabas (1989)

13'30

Krstna izvedba l. 1997 v Parizu (Cité internationale des arts) - Vera Belič VL, Borut Kantušer CB, Bojana Karuza P. Posnetek l. 1997 za RTV Slovenija - ista zasedba.
Woodwind Trio (1993)

FL,CL,FG

10'

Krstna izvedba l. 1994 v Parizu (salon Musicora) - Trio Slowind (Aleš Kacjan FL, Jurij Jenko CL, Zoran Mitev FG). Posnetek l. 1994 za CD-ROM Tria.

### Duo
Trenutek (1951)

Glas in klavir

Posvečeno Venotu Pilonu. Pesem Josipa Murna.
Tri melodije za bariton in klavir (1959) (10'). Verzija 1997 za alt.

10'

Pesmi Mauricea Carêmea. Prva izvedba l. 1962 za Radio France - Louis-Jacques Rondeleux BAR in Odette Pigault P (oddajo je predstavila Jane Bathori). Posnetek l. 1989 za RTV Slovenija - Samo Vremšak BAR in Leon Engelman P.
Évocations, za rog in klavir (1963) 

9'

EMT 1971

Prva izvedba l. 1966 za RTV Slovenija - Jože Falout COR in Aci Bertoncelj P.
Chanson (1964 - rev. 1991)

Glas in klavir

3'30

Pesem: Charles d'Orléans (prevod Jože Stabej). Prva izvedba l. 1996 - Juan Vasle BAR in Leon Engelman P (posnetek je izšel na CD-ROMu).
C'est grand peine... (1966)

Glas in klavir

4'

Pesem Blossevilla.
Monolog za dva (1980)

VL,P

12'

EDSS 1990

Krstna izvedba l. 1982 v Parizu (Cité Internationale des Arts) - Rodrigue Milosi VL in Georges Delvallée P.
Srečanji (1980-81)

CB, kelska harfa 

8'

Krstna izvedba l. 1981 v Fresnesu (Semaine Musicale de Fresnes) - Borut Kantušer CB in Denise Mégevand, keltska harfa.
Duo za fagot in klavir (1984)

FG,P

6'

Prva izvedba l. 1984 za RTV Slovenija - Jože Banič FG in Leon Engelman P.
Sospevi (1984)

FL,VLA

10'

Prva izvedba l. 1986 za RTV Slovenija - Maja Robinšak FL in Franc Avsenek VLA.
Dialog (1984) 

VL,ORG

12'30

Krstna izvedba l. 1989 v Parizu (cerkev Saint-Séverin) - Annie Jodry VL in Georges Delvallée ORG. Glej tudi Monolog za dva (1980).
5 Chants za flavto in violončelo (1984)

FL,VC

11'
Sonata za violino in kontrabas (1987)

VL,CB

10'

Krstna izvedba l. 1996 v Slovenski filharmoniji - Vera Belič VL in Borut Kantušer CB. Posnetek l. 1997 za RTV Slovenija - ista zasedba.
Odmevi tišine (1988)

CL,PR

16'

Prva izvedba l. 1989 v Ljubljani - Jurij Jenko CL in Boris Šurbek PR.
Interludij (1988)

VL,H (in VC ad-lib)

4'
Srečanje št 3 (1989)

CB,P

10'

Krstna izvedba l. 1989 v Ljubljani (Križanke) - Borut Kantušer CB in Bojan Gorišek P. Posnetek za RTV Slovenija l. 1989 - ista zasedba.
Three Moods (1990)

CB,P

15'

Posvečeno Gerdu Reinkeju. Krstna izvedba l. 1992 v Parizu (Cité internationale des arts) - Borut Kantušer CB, Françoise Pujol P. Zasebni posnetek l. 1997 pri Marcu Lombardu - Borut Kantušer CB, Bojana Karuza P.
East Side Dream št 2 (1994)

VL,P

4'

Glej East side dream, za P solo.
Improvisando št 2 (1995)

Flavta v G in klavir

10'
Improvisando št 1 (1996)

FL,P

10'
V oklepaju (1996)

Flavta v G in klavir

1'15
Iveri (1997)

CB,P

10'

Krstna izvedba l. 1998 v Parizu (Cité internationale des arts) - Borut Kantušer CB in Bojana Karuza P.

### Solo

#### Klavir
Preludij in Fuga (1946) 

7'

Krstna izvedba l. 1953 v Parizu (La Maison des Lettres, Sorbona) - Luc Ferrari.
Tri skladbe (1952) 

7'

Krstna izvedba l. 1952 v Parizu (Akademia Raymond Duncan) - Bep Geuer.
Tri Bagatelles (1953 - rev. 1956) 

5'30

Krstna izvedba l. 1954 v Parizu (La Maison des Lettres, Sorbonne) - Luc Ferrari. Posnetek l. 1980 za RTV Slovenija - Leon Engelman.
Pisma moji ženi (1976)

12'

Krstna izvedba l. 1979 v Richmondu - Voya Toncitch, ki posname skladbo za Radio France, tudi l. 1979. Posnetek l. 1980 za RTV Slovenija - Leon Engelman, za radijsko oddajo posvečeno komponistu. 
Nekoč je bilo... (1983) 

1'30

Gérard Billaudot Éditeur (Panorama Piano - Volume 1)
Hommage à Hugo Wolf (1989 - rev. 1995)

8'
East Side Dream (1994)

6'

Krstna izvedba l. 1997 v Parizu (Cité internationale des arts) - Bojana Karuza. Zasebni posnetek l. 1997 pri Marcu Lombardu - Bojana Karuza.

#### Orgle
Preludij in Fuga (1968) 

7'

EMT 1972

Posvečeno Georgesu Delvalléeu. Krstna izvedba l. 1973 na Festival d'été de Sceaux. Skladba je na Georges Delvalléejevi LP plošči sodobnih orgelskih del (Sonotec). Glej tudi Preludij in Fuga za klavir (1946).
How Long... meditacija na Psalm 13 (1974) 

17'

EDSS 1984

Posvečeno Georgesu Delvalléeu. Krstna izvedba l. 1982 v Lillu (Festival du printemps de musique d'orgue) - Georges Delvallée.
Toccata (1983) 

4'30

Krstna izvedba in snemanje l. 2015 - Georges Delvallée.
Skica (1984) 

11'

Krstna izvedba l. 1983 v Benetkah (cerkev Sant'Agnese) - Georges Delvallée.
Pet preludijev (1989) 

17'

Posvečeno Emilu Wachterju. Krstna izvedba l. 1988 v Ettlingenu (cerkev svetega Martina) - Georges Delvallée.
Celoten opus za orgle je posnel Georges Delvallée na CD-ju.

#### Razno
Za kontrabas solo (1980-81)

12'

EDSS 1988

Krstna izvedba l. 1982 v Parizu (Cité internationale des arts) - Borut Kantušer, ki isto leto posname skladbo za RTV Slovenija.
Pripovedka, za violino (1981) 

6'

Naročilo Tomaža Lorenza. Krstna izvedba l. 1981 v Ljubljani (koncertni atelje DSS) - Tomaž Lorenz.
Sledovi, za keltsko harfo (1982) 

9'

Prva izvedba (posnetek) l. 1982 za Radio France - Denise Mégevand. 